# Kościół Świętych Apostołów Piotra i Pawła w Trzebnicy
Kościół Świętych Apostołów Piotra i Pawła – rzymskokatolicki kościół parafialny należący do dekanatu Trzebnica archidiecezji wrocławskiej.
Obecny kościół został zbudowany w stylu neogotyckim w 1854 roku jako ewangelicki. Z dawnej budowli średniowiecznej została zachowana wieża z XV wieku, przebudowano ją w 1855 roku. Jest to budowla murowana, wzniesiona na planie czworokąta, posiada skarpy w narożnikach, nad salą parteru znajduje się sklepienie sieciowe. Do 1937 roku na ścianie szczytowej dachu wieży znajdowała się mała wieżyczka w kształcie sygnaturki. Do 1947 roku w kościele były odprawiane nabożeństwa ewangelickie. Pomimo wielokrotnych starań o pozyskanie kościoła nie został on przekazany parafii rzymskokatolickiej, ale przeznaczony na magazyn, a po jego likwidacji budowla była dewastowana. Dopiero w 1987 roku kościół została przekazany parafii rzymskokatolickiej. W tym czasie rozpoczęto również remont kościoła. Budowla została konsekrowana w dniu 6 grudnia 1998 roku. W dniu 25 czerwca 1999 roku przy świątyni została erygowana druga w Trzebnicy parafia rzymskokatolicka. Oficjalnie działalność parafia rozpoczęła w dniu 22 sierpnia 1999 roku.